# Dario Župarić
Dario Župarić (Zsupanya, 1992. május 3. –) bosnyák és horvát korosztályos válogatott labdarúgó, az amerikai Portland Timbers hátvédje.

## Pályafutása

### Klubcsapatokban
Župarić a horvárországi Zsupanya városában született. Az ifjúsági pályafutását a helyi Sladorana Županja és Graničar Županja csapatában kezdte, majd a Cibalia akadémiájánál folytatta.
2011-ben mutatkozott be a Cibalia felnőtt keretében. 2013-ban az olasz másodosztályban szereplő Pescara szerződtette. A 2015–16-os szezonban feljutottak az első osztályba. 2017-ben a Rijekához igazolt. 2020. január 1-jén hatéves szerződést kötött az észak-amerikai első osztályban érdekelt Portland Timbers együttesével. Először a 2020. március 2-ai, Minnesota United ellen 3–1-re elvesztett mérkőzésen lépett pályára. Első gólját 2020. augusztus 12-én, az Orlando City ellen hazai pályán 2–1-es győzelemmel zárult találkozón szerezte meg.

### A válogatottban
Župarić az U19-esben Bosznia-Hercegovinát, míg az U20-as és U21-es korosztályú válogatottakban Horvátországot képviselte.

## Statisztikák
2023. június 25. szerint
| Klub             | Szezon   | Osztály  | Bajnokság | Bajnokság | Kupa és Ligakupa | Kupa és Ligakupa | Nemzetközi | Nemzetközi | Összesen | Összesen |
| Klub             | Szezon   | Osztály  | Meccs     | Gól       | Meccs            | Gól              | Meccs      | Gól        | Meccs    | Gól      |
| ---------------- | -------- | -------- | --------- | --------- | ---------------- | ---------------- | ---------- | ---------- | -------- | -------- |
| Pescara          | 2013–14  | Serie B  | 21        | 1         | 1                | 0                | —          | —          | 22       | 1        |
| Pescara          | 2014–15  | Serie B  | 35        | 0         | 2                | 0                | —          | —          | 37       | 0        |
| Pescara          | 2015–16  | Serie B  | 36        | 0         | 0                | 0                | —          | —          | 36       | 0        |
| Pescara          | 2016–17  | Serie A  | 7         | 0         | 2                | 0                | —          | —          | 9        | 0        |
| Pescara          | Összesen | Összesen | 99        | 1         | 5                | 0                | 0          | 0          | 104      | 1        |
| Rijeka           | 2016–17  | 1. HNL   | 11        | 1         | 1                | 1                | —          | —          | 12       | 2        |
| Rijeka           | 2017–18  | 1. HNL   | 31        | 1         | 2                | 0                | 12         | 0          | 45       | 1        |
| Rijeka           | 2018–19  | 1. HNL   | 30        | 1         | 3                | 0                | 2          | 0          | 35       | 1        |
| Rijeka           | 2019–20  | 1. HNL   | 17        | 1         | 2                | 0                | 4          | 0          | 23       | 1        |
| Rijeka           | Összesen | Összesen | 89        | 4         | 8                | 1                | 18         | 0          | 115      | 5        |
| Portland Timbers | 2020     | MLS      | 24        | 1         | 0                | 0                | —          | —          | 24       | 1        |
| Portland Timbers | 2021     | MLS      | 35        | 0         | 0                | 0                | 3          | 0          | 38       | 0        |
| Portland Timbers | 2022     | MLS      | 30        | 0         | 0                | 0                | —          | —          | 30       | 0        |
| Portland Timbers | 2023     | MLS      | 18        | 1         | 0                | 0                | —          | —          | 18       | 1        |
| Portland Timbers | Összesen | Összesen | 107       | 2         | 0                | 0                | 3          | 0          | 110      | 2        |
| Összesen         | Összesen | Összesen | 295       | 7         | 13               | 1                | 21         | 0          | 329      | 8        |

## Sikerei, díjai
Rijeka
- 1. HNL
  - Bajnok (1): 2016–17

- Horvát Kupa
  - Győztes (2): 2016–17, 2018–19

- Horvát Szuperkupa
  - Döntős (1): 2019